# Район имени Камо
Район имени Камо (арм. Կամոյի շրջան) — административно-территориальная единица в составе Армянской ССР и Армении, существовавшая в 1930—1995 годах. Центр — Камо.

## История
Район был образован в 1930 году под названием Нор-Баязетский район.
В 1959 году Нор-Баязетский район вместе с городом Нор-Баязет был переименован в район имени Камо в память о большевике с псевдонимом Камо. В 1962 году район был упразднён, но уже в 1964 году он был восстановлен. Упразднён в 1995 году при переходе Армении на новое административно-территориальное деление.

## География
На 1 января 1948 года территория района составляла 611 км².

## Административное деление
По состоянию на 1948 год район включал 1 город (Нор-Баязет) и 13 сельсоветов: Айриванский, Арцвакарский, Ахкалинский, Ацаратский, Батикянский, Гехаркунинский, Кармир-Гюхский, Кюзаджыкский, Лчапский, Муханский, Норадузский, Саруханский, Цахкашенский.